# Michael Duberry
Michael Wayne Duberry (* 14. Oktober 1975 in Enfield) ist ein ehemaliger englischer Fußballspieler. Als robuster Innenverteidiger war er vor allem in der Premier League der 1990er-Jahre für den FC Chelsea aktiv, kam dort aber zumeist über die Rolle des Ergänzungsspielers nicht hinaus. Nachdem er verletzungsbedingt im siegreichen 1997er Finale des FA Cups gefehlt hatte, war er im Jahr darauf am Gewinn des Ligapokals und des Europapokals der Pokalsieger maßgeblich beteiligt und stand jeweils im Endspiel in der Startelf.

## Sportlicher Werdegang

### FC Chelsea
Duberry wurde in den Jugendmannschaften des FC Chelsea ausgebildet und galt als spielstarker Innenverteidiger als eines der besten Talente aus dem eigenen Nachwuchs. Aufgrund hochkarätiger Konkurrenz im Abwehrbereich fiel ihm nach seiner Beförderung in den Profibereich im Jahr 1993 der sportlicher Durchbruch zunächst schwer. Er wurde schließlich Ende September 1995 an den Drittligisten AFC Bournemouth ausgeliehen, von wo ihn Chelsea nach sieben Einsätzen wieder zurück berief. Dort sorgte er mit einer Serie von außergewöhnlich guten Leistungen dafür, dass ihn Englands damaliger Trainer Terry Venables sogar in die englische Nationalmannschaft berief. Er schloss die Premier-League-Saison 1995/96 mit 22 Ligaeinsätzen ab, so dass die Erwartungen für die kommende Spielzeit 1996/97 an den „aufgehenden Stern“ groß waren. Er schoss am 2. November 1996 beim 2:1-Auswärtserfolg bei Manchester United sein einziges Tor im Verlauf seiner Chelsea-Karriere und eine Achillessehnenverletzung im Januar 1997 sorgte dafür, dass die Saison für ihn vorzeitig endete. Damit verpasste er auch den Sieg im Finale des FA Cup gegen den FC Middlesbrough.
Zur Saison 1997/98 meldete sich Duberry wieder fit und er gewann mit den „Blues“ gleichsam den Ligapokal und den Europapokal der Pokalsieger – auch beim 1:0-Sieg im Super Cup gegen Real Madrid stand er in der Startelf. Dennoch wurde offensichtlich, dass er das Niveau aus der Zeit vor seiner Verletzung nicht mehr erreichte. Die kommende Saison 1998/99 brachte dem FC Chelsea den dritten Rang in der Premier League, aber „Dubes“, wie Duberry genannt wurde, konnte sich nur selten einen Stammplatz sichern. In der Innenverteidigung gaben Mitspieler wie Marcel Desailly und Frank Lebœuf den Ton an. Obwohl er als Nachfolger im Kapitänsamt für Dennis Wise gehandelt wurde, waren seine Tage gezählt und so bat er die Vereinsführung um die Freigabe für einen Vereinswechsel. So zog es ihn im Juli 1999 für eine Ablösesumme von 4,5 Millionen Pfund zum Ligakonkurrenten Leeds United.

### Leeds United & Stoke City
Die gewünschte Neubelebung seiner Karriere fand in Leeds jedoch nicht statt, da er sich in der prominenten Mannschaft, die in der Saison 2000/01 bis ins Halbfinale der Champions League vorstieß, gegenüber Jonathan Woodgate, Dominic Matteo, Lucas Radebe und Rio Ferdinand nicht durchsetzen konnte. Zumindest in der Champions-League-Vorrunde hatte er am 19. September 2000 beim 1:0-Sieg gegen den AC Mailand mitwirken können; dies war jedoch sein letzter Saisonauftritt. Erschwerend kam für ihn außer dem Platz dazu, dass er während eines Verfahrens gegenüber seinen Mannschaftskameraden Lee Bowyer und Woodgate gegen den zuletzt Genannten aussagte und somit dessen Teilnahme an einer Schlägerei bezeugte, um seine möglicherweise eigene Verwicklung zu verschleiern. Erst in der Saison 2003/04 kam er für den zunehmend verletzungsanfälligen Lucas Radebe regelmäßiger zum Zuge. Dazu hatte der finanziell angeschlagene Klub Ferdinand und Woodgate verkaufen müssen. Die Zufriedenheit mit Duberrys Darbietungen hielt sich jedoch in Grenzen und so musste die Abwehr immer wieder mit Leihspielern wie Zoumana Camara und Didier Domi oder Nachwuchskräften wie Frazer Richardson und Matthew Kilgallon ausgebessert werden. Nach dem Abstieg im Sommer 2004 blieb Duberry vorerst noch in Leeds, bevor ihm Trainer Kevin Blackwell im März 2005 einen ablösefreien Abgang zum Zweitligisten Stoke City erlaubte. Dort hatte er bereits seit Oktober 2004 bis Ende Januar 2005 auf Leihbasis ausgeholfen und wurde bei dem Klub Stammspieler und Kapitän. Bis Ende Januar 2007 absolvierte er 102 Pflichtspiele für den Verein – allesamt über die Startelf.

### Ausklang der Karriere

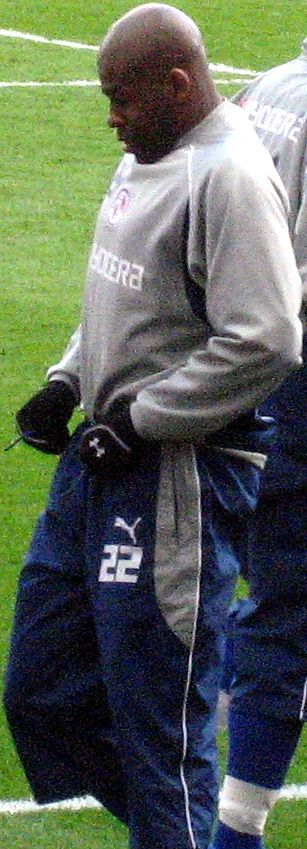
Duberry als Spieler in Reading (2007)

Durch die Aktivierung einer Vertragsklausel, die es Duberry ermöglichte, für eine festgeschriebene Ablösesumme zu einem Premier-League-Verein zu wechseln, schloss er sich Ende Januar 2007 dem FC Reading an. Nach einem Achtungserfolg auf dem achten Rang in der Saison 2006/07 musste Duberry jedoch mit Reading im Jahr darauf den Abstieg in die Zweitklassigkeit verkraften, hatte an diesem mit gerade einmal 13 Ligaauftritten in der abgelaufenen Spielzeit 2007/08 aber nur eingeschränkten Anteil. Mit 29 Zweitligabegegnungen in der Saison 2008/09 wuchs sein Einfluss wieder, aber nach dem Scheitern im Playoff-Halbfinale gegen den FC Burnley (an dem Duberry mitwirkte), verkündete Reading, Duberrys auslaufenden Vertrag nicht erneuern zu wollen. Mit dem Drittligisten Wycombe Wanderers fand sich ein neuer Arbeitgeber, der auf Duberrys Führungsqualitäten setzte. Nach einem schlechten Start unter Trainer Peter Taylor verließ dieser im Oktober 2009 den Verein bereits wieder. Unter dem Nachfolger Gary Waddock kam Duberry seltener zum Einsatz, so dass er bereits im Februar 2010 in Schottland beim Erstligisten FC St. Johnstone anheuerte. Dort zeigte man sich mit ihm zufrieden und das zunächst bis zum Ende der Saison 2009/10 angelegte Engagement wurde im Mai 2010 um ein weiteres Jahr verlängert. Um wieder näher an der Familie zu sein, unterschrieb er danach im Juni 2011 einen Zweijahresvertrag beim Viertligisten Oxford United.
Während seiner Zeit in Oxford ereilte ihm am 21. Januar 2012 das seltene Schicksal eines doppelten Eigentorschützen, wobei er beim 2:2 gegen Hereford United mit einem „Last-Minute-Treffer“ zumindest noch das Remis rettete. Im August 2012 versuchte der mittlerweile 36-Jährige mit einer Nackenoperation seine Karriere noch fortzusetzen und war auch nach dem Jahreswechsel 2012/13 wieder fester Bestandteil der Mannschaft, aber nach insgesamt 50 Pflichtspielen für Oxford gehörte er zu insgesamt zwölf Akteuren, die den Verein im Sommer 2013 verlassen sollten. Außerhalb des Spielbetriebs der Football League zog es ihn im August 2013 zum FC Hendon. Nach gerade einmal vier Spielen in 16 Tagen endete diese Episode aber bereits wieder und Duberry verkündete im Oktober 2013 seinen Rücktritt als Fußballer.

## Titel/Auszeichnungen
- Europapokal der Pokalsieger (1): 1998
- Europäischer Super Cup (1): 1998
- Englischer Pokal (1): 1997 (ohne Final-Einsatz)
- Englischer Ligapokal (1): 1998